# Odair José
Odair José de Araújo (Morrinhos, 16 de agosto de 1948) é um cantor e compositor brasileiro, de estilo popular-romântico.
Surgiu no cenário musical brasileiro na década de 70. Com mais de 50 anos de carreira e mais de 80 milhões de discos vendidos, lançou mais de 40 discos, entre álbuns originais, ao vivo, coletâneas e versões em espanhol.

## Biografia
Iniciou sua carreira artística na adolescência, como crooner, até meados dos 17 anos, quando começou a compor. 
Ainda jovem se transferiu para a cidade do Rio de Janeiro, em busca de obter e ocupar um espaço no cenário artístico nacional através da sua música. No Rio, travou conhecimento com Rossini Pinto, compositor e produtor que viu potencial em Odair, levando-o para a gravadora CBS. O primeiro trabalho do novo cantor para a gravadora foi a canção "Minhas Coisas", incluída no disco As 14 Mais, um dos principais produtos da companhia naquela época. Em 1972, Odair gravou as músicas "Eu vou tirar você deste lugar", "Esta noite você vai ter que ser minha"; "Pense pelo menos em nossos filhos" e "Cristo quem é você", esta gravada pelo próprio Odair José, com arranjos de Zé Rodrix, tendo a participação do grupo Som Imaginário. Todas são do disco Assim Sou Eu..., lançado pela Polydor.
No ano seguinte, 1973, é lançado o LP Odair José. Músicas como "Uma Vida Só (Pare de Tomar a Pílula)" e "Eu, Você e Praça" figuraram entre as mais tocadas do ano. A música "Uma Vida Só",  ficou conhecida popularmente pelo seu refrão, "pare de tomar a pílula", que foi censurada pelo governo brasileiro pelo suposto entendimento de que a canção fazia propaganda contrária à distribuição das tais pílulas para o controle de natalidade. Também de forte apelo popular, na canção "Deixa Essa Vergonha De Lado", Odair José deu seu total apoio à empregada doméstica, função que no início da década de 1970 não era legalizada.
Depois de lançar vários discos, Odair compôs e gravou O Filho de José e Maria, em 1977. Apesar de toda a controvérsia gerada em torno do projeto, Odair garante que não se arrepende de ter idealizado, composto, gravado e apresentado ao público a sua ópera popular. "Se fazia necessário naquele momento pelo estágio evolutivo que meu trabalho apresentava". Ele foi excomungado pela Igreja Católica em 1978, por causa do disco. A excomunhão o fez gravar por 20 anos canções sem muito cunho politizado.
Apesar da não valorização do álbum na época e do escândalo, nos últimos anos, o disco foi redescoberto e tratado como grande inovação à época. Em 2017, o jornalista Mauro Ferreira se referiu ao álbum como "a primeira ópera-rock do universo pop nacional".
Em 1979, Odair tem a música "Até parece um sonho", incluída na trilha sonora da novela Cabocla, da Rede Globo de Televisão.
De volta à mídia desde o final da década de 1990, Odair José continua gravando canções com temas delicados como sexo, drogas e prostituição, bem como protestos contra problemas do Brasil.
Em 2006, foi tema de um tributo que reuniu os principais grupos da nova música pop-rock brasileira. Essas bandas fizeram releituras de vários dos sucessos do artista, resultando no álbum Vou tirar você deste lugar, lançado pelo Allegro Discos, com a presença de nomes como Paulo Miklos, Zeca Baleiro, Pato Fu, Mombojó e Mundo Livre S/A, entre outros. Também em 2006, lançou Só pode ser amor o que sinto, que continha "Bebo e Choro", incluída nas trilhas sonoras do filme Trair e coçar é só começar e da telenovela Bicho do Mato, da Rede Record de Televisão.
Foi tema em 2009 de um episódio de O Estranho Mundo de Zé do Caixão, um programa de entrevistas exibido pelo Canal Brasil, apresentado por José Mojica Marins.
Após um hiato de seis anos, o cantor voltou com Praça Tiradentes (2012), produzido por Zeca Baleiro.
Em 2014, Odair declarou que seus álbuns lançados pela EMI eram "uma merda por culpa minha. Eu só queria saber de beber e fumar maconha".
Em 2015, Odair lançou o disco Dia 16, e no ano seguinte o disco Gatos e Ratos, que concorreu ao Melhor Álbum na categoria Canção Popular Prêmio da Música Brasileira de 2017. Na mesma edição foi vencedor na categoria Melhor Cantor. Ainda, a revista Rolling Stone Brasil o elegeu o 20º melhor álbum brasileiro de 2016.
Em 2019, lançou o disco Hibernar na Casa das Moças Ouvindo Rádio pela gravadora Monstro Discos, que foi eleito um dos 25 melhores álbuns brasileiros do primeiro semestre de 2019 pela Associação Paulista de Críticos de Arte.
Em 2021, compõe seis canções com Arnaldo Antunes para a trilha sonora do filme Meu Álbum de Amores.

## Vida pessoal
Filho de Conceição José de Araújo e Antônia das Dores Rodrigues, foi criado na zona rural de Morrinhos, tendo se transferido para a cidade aos 6 anos de idade.
Foi casado com a cantora e compositora Diana, quem conheceu no final da década de 1960, quando os dois ainda iniciavam a carreira artística. O casamento oficial foi em 1973, mas durou pouco e se encerrou de maneira conturbada, ocupando as páginas dos jornais entre 1974 e 1975 devido a violentas brigas.
Em 1976, nasceu a filha do casal, Clarice Iório de Araújo. A união de Odair e Diana terminou definitivamente em 1981; entrevistado por um blog, Odair José declarou que, segundo o advogado Paulo Lins e Silva, eles foram o quarto casal a obter o divórcio no Brasil.
Já divorciado, pouco depois conhece Jane de Freitas, com quem se casou. Do matrimônio, teve dois filhos: Odair José de Araújo Junior e Raphael Freitas de Araújo.

## Discografia
- 1970 - Odair José (CBS/Sony Music)
- 1971 - Meu Grande Amor (CBS/Sony Music)
- 1972 - Assim sou eu... (Polydor/Universal Music)
- 1973 - Odair José (Polydor/Universal Music)
- 1974 - Lembranças (Polydor/Universal Music)
- 1975 - Amantes (em castelhano)  (Polydor/Universal Music)
- 1975 - Odair (Polydor/Universal Music)
- 1976 - Histórias e Pensamentos (Polydor/Universal Music)
- 1977 - O Filho de José e Maria (RCA/Sony Music)
- 1978 - Coisas Simples (RCA/Sony Music)
- 1979 - Odair José (Continental)
- 1980 - Odair José (Continental)
- 1981 - Viva e deixe viver (EMI)
- 1982 - Só por amor (EMI)
- 1983 - Fome de amor (EMI)
- 1984 - Eu, você e o sofá (EMI)
- 1985 - Odair José (EMI)
- 1986 - Odair José (RGE)
- 1987 - Odair José (RGE)
- 1989 - Odair José (RGE)
- 1990 - Odair José (Copacabana)
- 1992 - Odair José (Copacabana)
- 1993 - Odair José (Harmony Records/Sony Music)
- 1994 - Luz Acesa (Warner Music Group)
- 1996 - As minhas canções (Polydor/Universal Music)
- 1997 - Lágrimas (Bahamas Songs)
- 1999 - Ao Vivo (Polydor/Universal Music)
- 2002 - Uma História (Polydisc)
- 2003 - Passado Presente (Gema)
- 2004 - 20 Super Sucessos (coletânea com regravações inéditas)  (Polydisc)
- 2006 - Só Pode Ser Amor (Deckdisc)
- 2012 - Praça Tiradentes (Saravá Discos)
- 2014 - O Filho de José e Maria - Ao Vivo (Coqueiro Verde)
- 2015 - Dia 16[22] (Saravá Discos)
- 2016 - Gatos e Ratos[23] (Independente)
- 2019 - Hibernar Na Casa Das Moças Ouvindo Rádio (Monstro Discos)